# Villa de Alvarez
Villa de Alvarez là một đô thị thuộc bang Colima, México. Năm 2005, dân số của đô thị này là 100121 người.